# Sirius the Jaeger
Tenrou: Sirius the Jaeger (яп. 天狼 Sirius the Jaeger Тэн О:ками Sirius the Jaeger) — аниме-сериал, созданный на студии P.A. Works. Премьера телевизионного показа на японских телеканалах состоялась 12 июля 2018 года, хотя мировая премьера сериала произошла 7 июля 2018 года в рамках Anime Expo в Лос-Анджелесе, где были показаны первые две серии.

## Сюжет
Действие происходит в Токио 30-х годов XX века. Интернациональная команда охотников на вампиров «Егери» прибыла в город, чтобы расследовать череду загадочных убийств. Среди них оказался и главный герой истории — оборотень по имени Юрий, родная деревня которого была уничтожена вампирами. Вскоре егери сталкиваются с «королевским» вампиром, наносящим существенный удар по их рядам, но намекающим, что в Токио вампиры пришли не просто так.

## Персонажи
Юрий Джиров (яп. ユーリィ Ю:ри) — главный герой-оборотень, один из «Егерей». Его деревня была разрушена вампирами, и он приехал мстить. Оружие Юрия — сань-цзе-гунь, поэтому в бою он использует технику, которая лучше всего подходит его способному менять свою форму оружию. Имеет хорошее чутьё на присутствие вампиров.
Сэйю: Юто Уэмура
Михаил Джиров (яп. ) — старший брат Юрия. Маврикий из клана вампиров, которого обратил король вампиров, Евграф. У него белые волосы, серые глаза, а также шрамы на лице и теле, оставленные некогда в поединке с вампирами.
Уиллард (яп. ) — бывший археолог и командующий компанией «Егерей». У него светлые волосы и монокль на одном глазу.
Доротея (яп. ) — красивая девушка и правая рука Уилларда. Является экспертом по огнестрельному оружию. У нее черные волосы, коричневая кожа и зеленые глаза.
Филипп (яп. ) — молодой участник «Егерей». У него светлые волосы и ненависть к Сириусу.
Фэллон (яп. ) — высокий и громоздкий ирландец с рыжими волосами до поясницы, собранными в хвост. Весьма добродушная личность.
Рёко Наоэ (яп. ) — дочь барона, у которого разместилась компания «Егерей».
Акимото (яп. ) — владелец бара и агент компании «Егерь». У него прямые черные волосы, собранные в хвост.
Хидеоми Иба (яп. ) — майор Имперской армии, который расследует убийства, совершенные вампирами, изначально не зная, кто за этим стоит.
Кершнер (яп. ) — знатный вампир с большими амбициями.
Евграф (яп. ) — молодой король вампиров, цель которого — найти «Сокровище Сириуса».
Агата (яп. ) — вампир, пьющая кровь молодых людей с целью оставаться молодой. Ей 140 лет. Имеет темные волосы, стриженные под «боб» и серые глаза, которые в определённые моменты светятся красным.
Кларвейн (яп. ) — Безумный ученый, объединившийся с вампирами.

## Производство
В своем интервью CEO P.A. Works Кэндзи Хорикава указал, что у режиссёра высокие требования к качеству, так что «музыка, сюжет и анимация» выполнены на высоком уровне, кроме того аниме поднимает трудные темы. Режиссёр — Масахиро Андо, сценарист — Кэйго Коёнаги, композитор — Масару Ёкояма, за дизайн персонажей будет отвечать Кину Нисимура, а Май Мацуура и Соитиро Сако займутся анимацией, а также выступят в качестве главных режиссеров анимации для сериала. Сихо Такэути будет отвечать за концепцию дизайна серий. Масахиро Сато — глава по анимации, Дзюнити Хигаси и Аюми Сато — арт-директора, а Кадзуто Идзумида — режиссер фотографии. Дзин Акэтагава — звукорежиссер сериала.
Начальная тема:
«Sirius» — исполняют Kishida Kyoudan & The Akeboshi Rockets
Завершающая тема:
«Hoshie» — исполняет Sajou no Hana.

## Примечание
1. 1 2 3  Hodgkins, Crystalyn. P.A. Works Reveals Sirius the Jaeger Original TV Anime Project. Anime News Network (22 марта 2018). Дата обращения: 22 марта 2018. Архивировано 20 мая 2019 года.
2. ↑  Karen Ressler. Anime Expo to Host U.S. Premiere of Sirius the Jaeger Anime (англ.). ANN (22 июня 2018). Дата обращения: 17 июля 2018. Архивировано 23 июня 2018 года.
3. ↑  Bamboo Dong. Anime Expo 2018: Sirius the Jaeger Premiere Report (англ.). ANN (12 июля 2018). Дата обращения: 17 июля 2018. Архивировано 12 июля 2018 года.